# Lucifer de Cagliari
Lucifer, fallecido en Cagliari el 20 de mayo de 370, fue obispo de Cagliari, en Cerdeña. Fue defensor de la ortodoxia católica contra el arrianismo y es venerado como santo por algunas confesiones cristianas.

## Biografía
Aparece por primera vez en la historia en el año 354, cuando ya era obispo de Cagliari. En el año 355 fue enviado por el papa Liberio al Concilio de Milán para defender a San Atanasio, acabando desterrado por el emperador Constancio II, junto a Osio de Córdoba, Dionisio de Milán, Hilario de Poitiers, Eusebio de Vercelli y el mismo papa Liberio.

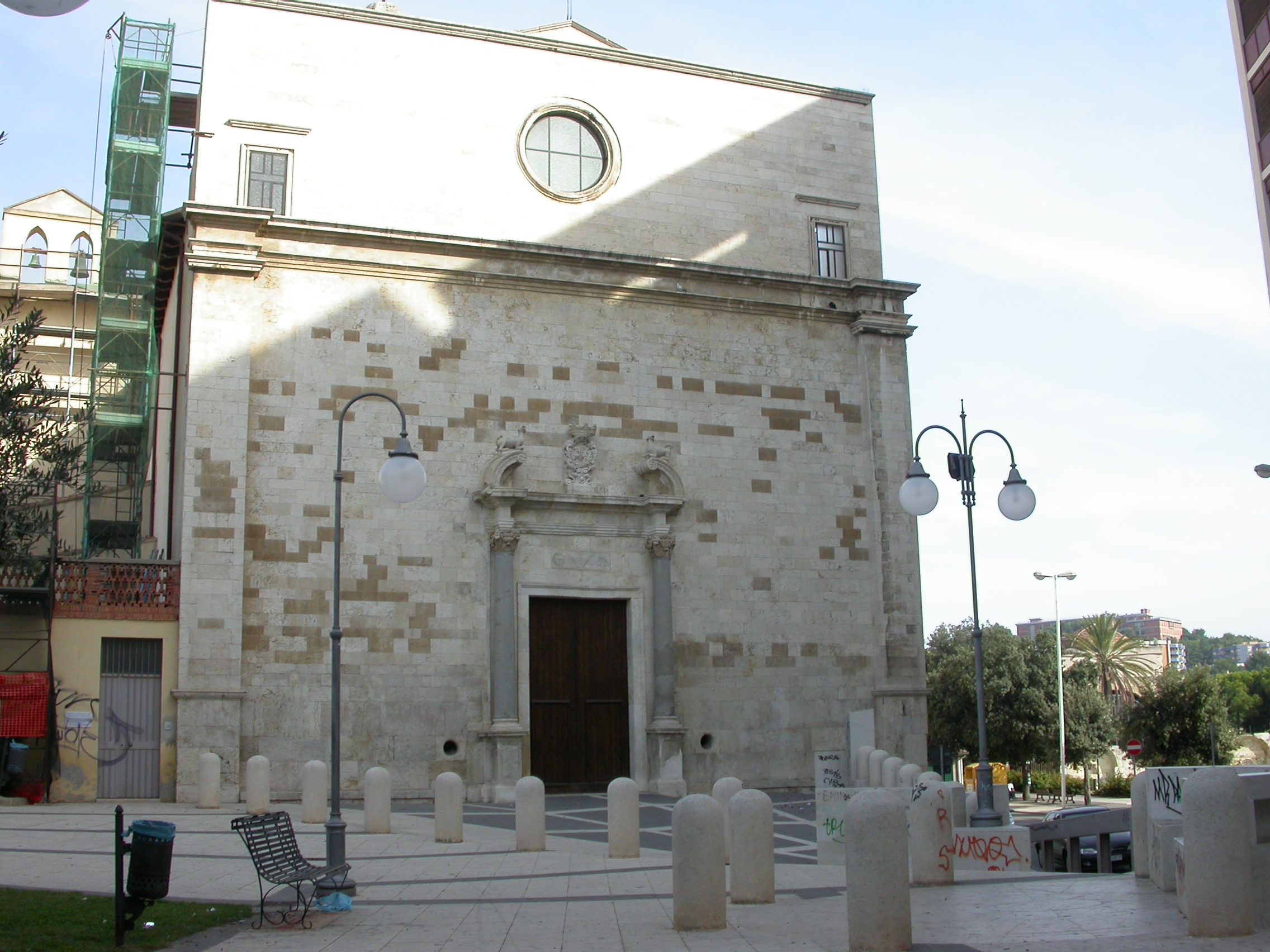
Iglesia de San Lucifer, Cagliari, Cerdeña.

Durante su exilio, fue enviado a Siria, después a Palestina y, finalmente, a Egipto. Durante su estancia en Eleutherópolis (actual Bayt Jibrin, Palestina) escribió la obra Ad Constanetium Augustum pro Sancto Athanasio Libri II, en favor de sus tesis, pero escrito en un lenguaje furioso y poco razonado. A la muerte del emperador Constancio II en el 362 d. C., los obispos exiliados pudieron regresar.
En el concilio de Alejandría (362 d. C.), San Atanasio preconizó una actitud de perdón respecto a numerosos obispos que habían suscrito fórmulas arrianas, pero Lucifer afirmó que la herejía no difiere de la apostasía y entraña la pérdida del poder de orden. En Antioquía ordenó cómo obispo al diácono Paulino, enfrentándose por ello con Melecio de Antioquía y Eusebio de Vercelli, este último enviado para hacer de mediador en el conflicto.
Como sus opiniones extremas no recibían apoyo oficial de la Iglesia, se retiró a Cerdeña donde fundó una pequeña secta conocida por los Luciferianos en la que ningún obispo arriano o que hubiese favorecido a los arrianos podía ser reintegrado en la Iglesia aunque mostrase arrepentimiento o confesase sus errores; además, los obispos que hubiesen atendido las súplicas de éstos también quedarían incluidos en el mismo anatema.
Murió en el año 370.

## Obra escrita
Escribió algunas obras y epístolas, todas las cuales se conservan excepto la primera, escrita cuando fue encarcelado en Milán después del concilio: 
- 1. Epistola ad Catholicos (355, perdida).
- 2. Epistola ad Eusebium (355).
- 3. De non conveniendo cum Haereticis (357).
- 4. De Regibus Apostolicis (358).
- 5. Ad Constantium Augustuum pro Sanclo Athanasio, Libri II (360).
- 6. De non parcendo in Deum delinquentibus (360).
- 7. Moriendum pro Filio Dei (361).
- 8. Epistola ad Florentium Magistirum Officiorum (361).

En 1568, Jean du Tillet publicó una edición de las obras de Lucifer.
La mayor parte de los escritos de Lucifer son Libelos integristas, cuyo contenido teológico resulta exiguo.

## Veneración

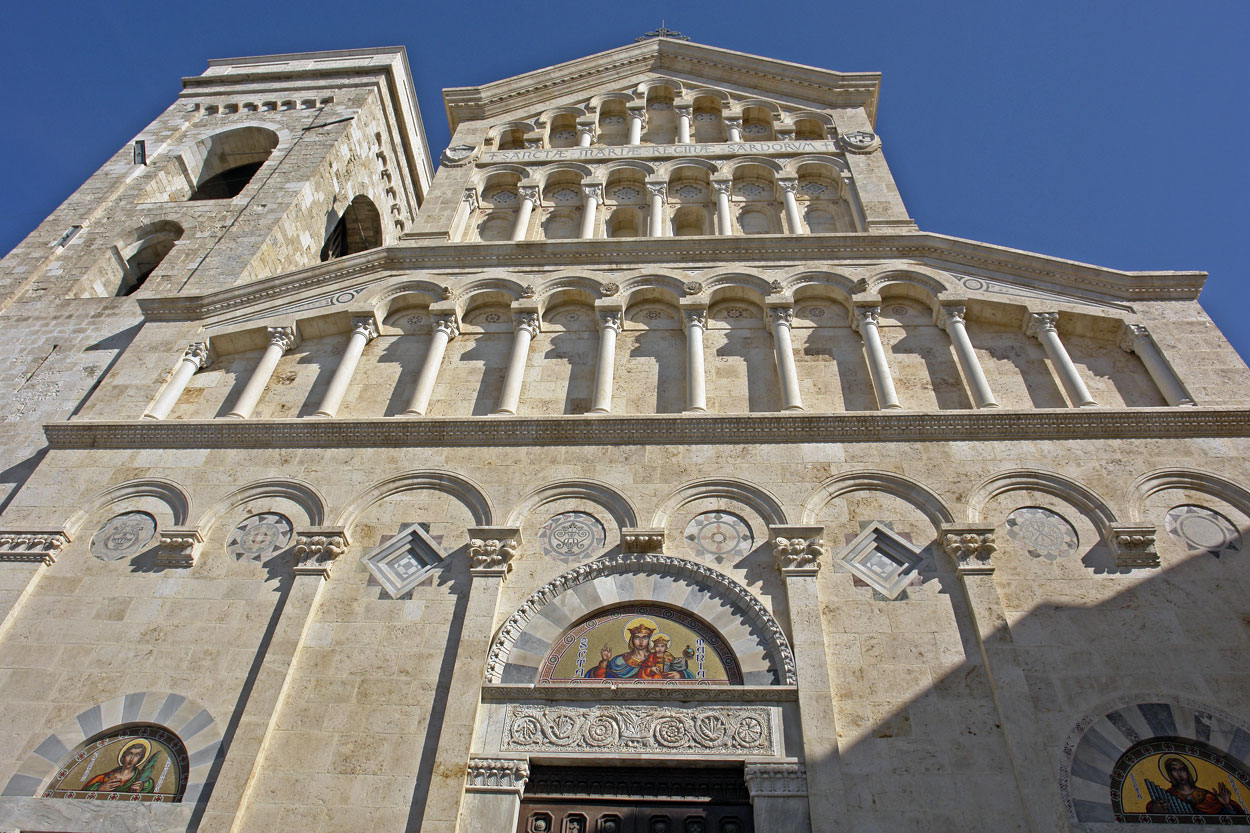
Catedral de Cagliari.

Durante el siglo XVI, el obispo Francisco de Esquivel encontró los cuerpos de mártires sardos y el de Lucifer fue encontrado alrededor de la Basílica de San Saturnino. En 1623 se encontró una lápida de mármol con la inscripción: 
Hic iacet BM Lucif Crus Arcepis Callapitanus Primarius Sardine et Corice.ca fl s r me eclesiae que vixit.annis LXXXI.K.Die XX mai. 
También se halló una tumba con huesos y una lápida que decía: 
A. Llucifer Epp.
Las reliquias encontradas fueron llevadas al Santuario dei Martiri de la Catedral de Santa María de Cagliari el 24 de junio de 1623.

## Santidad de Lucifer
La santidad del obispo de Cagliari ha sido discutida desde tiempos antiguos. Sus seguidores, como Gregorio de Elvira, fueron atacados por Jerónimo de Estridón en Altercatio Luciferiani et Orthodoxi (Litigio entre luciferianos y ortodoxos, 378) por su rigorismo doctrinal y disciplinario. También, Jerónimo se posicionó en contra de las tesis de Lucifer en su diálogo Adversus Luciferianos.
Ambrosio de Milán, en De excessu fratris Satyri (375), lo considera cismático. Posteriormente, diversos autores se manifestaron tanto a favor cómo en contra para considerarlo un santo venerable. En 1639, el arzobispo Ambrogio Machin escribió una Defensio Sanctitatis beati Luciferi (Defensa de la santidad del beato Lucífer). Urbano VIII decretó el 20 de junio de 1641 que se dejase de hablar en público sobre la cuestión, y prohibió defender o condenar la santidad hasta que la Santa Sede decidiese alguna cosa.
Lo que se conoce por Cisma Luciferino consiste en la posición intransigente de cierto número de obispos de Italia y España respecto a las antiguas herejías.